# Concours Eurovision de la chanson junior 2018
#LightUp
- Pays participants
- Pays ayant participé dans le passé, mais pas à l'édition 2018

Tbilissi 2017 Gliwice 2019
Le Concours Eurovision de la chanson junior 2018 est la 16e édition du Concours Eurovision de la chanson junior. Il a eu lieu le 25 novembre 2018 à Minsk, en Biélorussie.
La Pologne, représentée par Roksana Węgiel avec la chanson Anyone I Want to Be, remporte le concours avec 215 points. Il s'agit de sa première victoire depuis sa première participation en 2003. La France arrive à la deuxième place avec 203 points suivie de l'Australie qui complète le podium avec 201 points; ces trois pays obtiennent ainsi leur meilleur score. L'Ukraine et Malte occupent respectivement la 4e et la 5e place.

## Préparation du concours

### Lieu

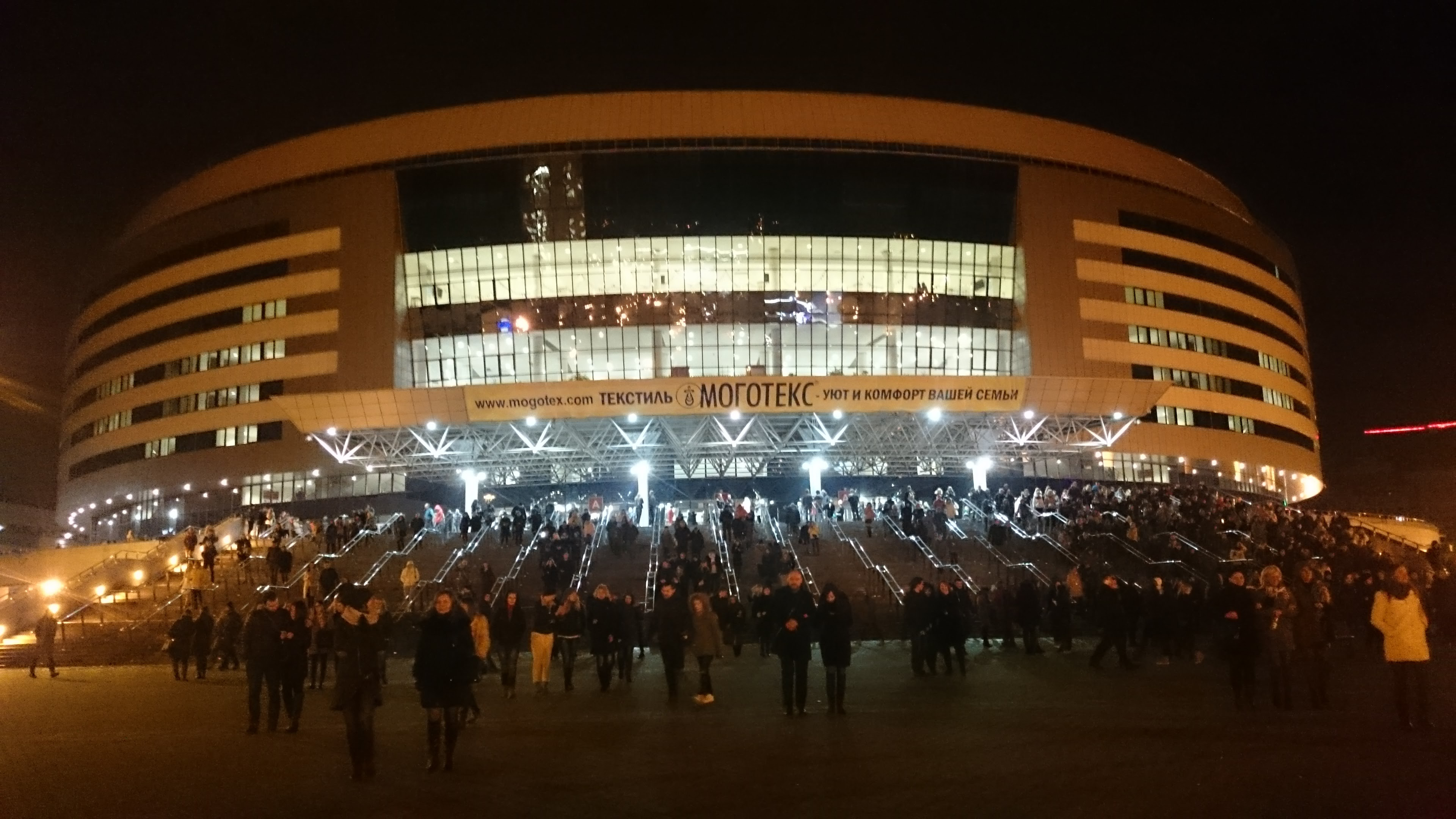
La Minsk-Arena, dans la capitale biélorusse.

Le 15 octobre 2017, l'UER confirme l'accueil du Concours junior par la Biélorussie. Contrairement aux éditions précédentes, il ne s'agit pas du pays vainqueur du concours, remporté par la représentante russe Polina Bogusevich. C'est la seconde fois que la Biélorussie accueille cette compétition musicale, après l'édition de 2010.
Le 21 novembre 2017, le vice-Premier ministre biélorusse Vasily Zharko révèle que le concours se tiendra à la Minsk-Arena en novembre 2018, tout comme en 2010. Pourtant, le télédiffuseur BTRC précise le 26 novembre 2017 que l'infrastructure hôte est toujours inconnue. La Minsk-Arena, d'une capacité de 15 000 places, est finalement confirmé par les organisateurs pour accueillir l'évènement.

### Identité visuelle

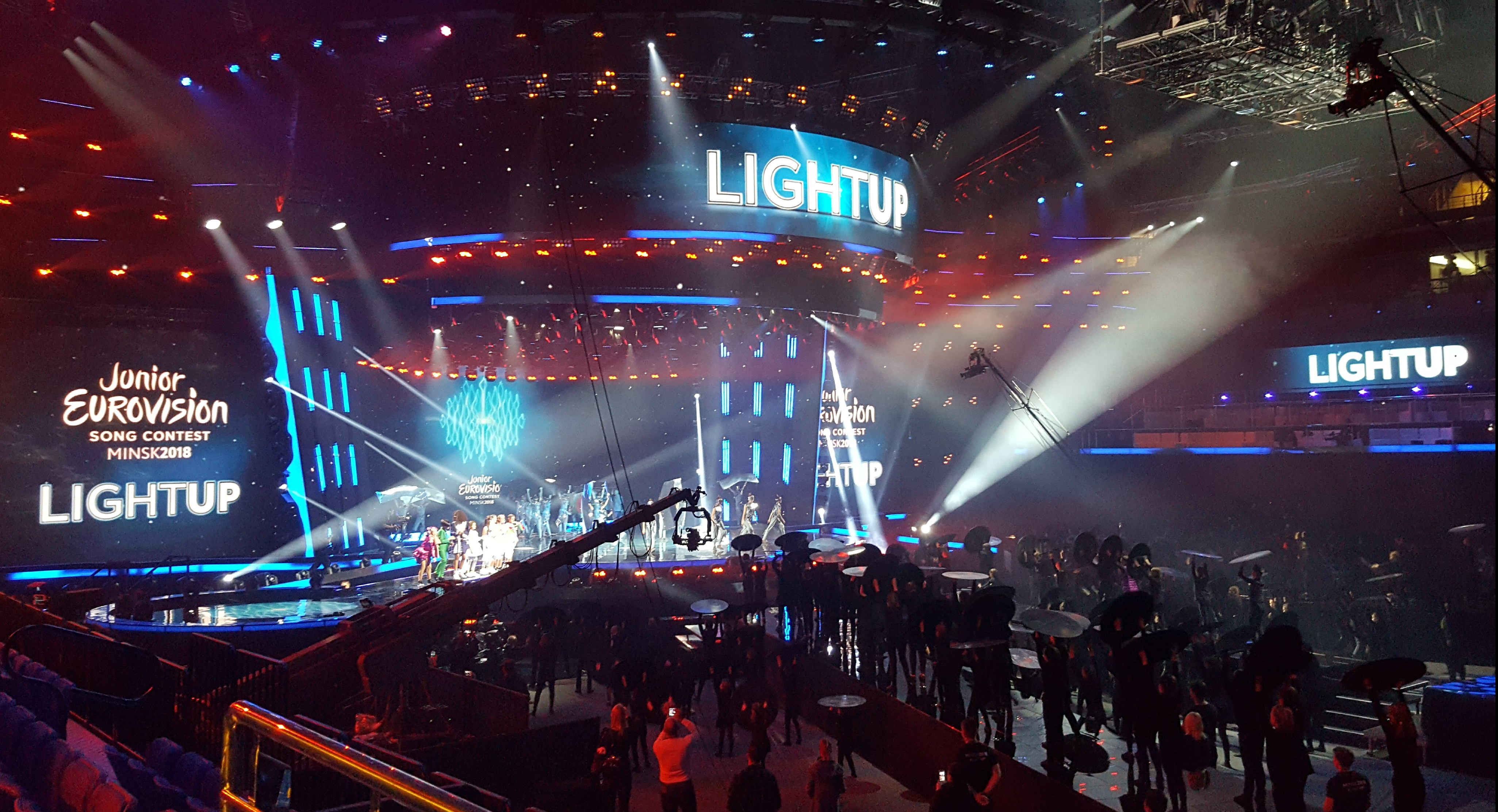
La scène du Concours durant les répétitions.

Révélé le 18 mars 2018, le logo représente une étoile du matin formée d'ondes sonores inversées. Il symbolise le potentiel artistique et l’aspiration à la création des jeunes participants qui remplissent la scène à la manière d’une étoile.
Le slogan de cette édition est #LightUp (en français #Illuminer).

### Présentateurs

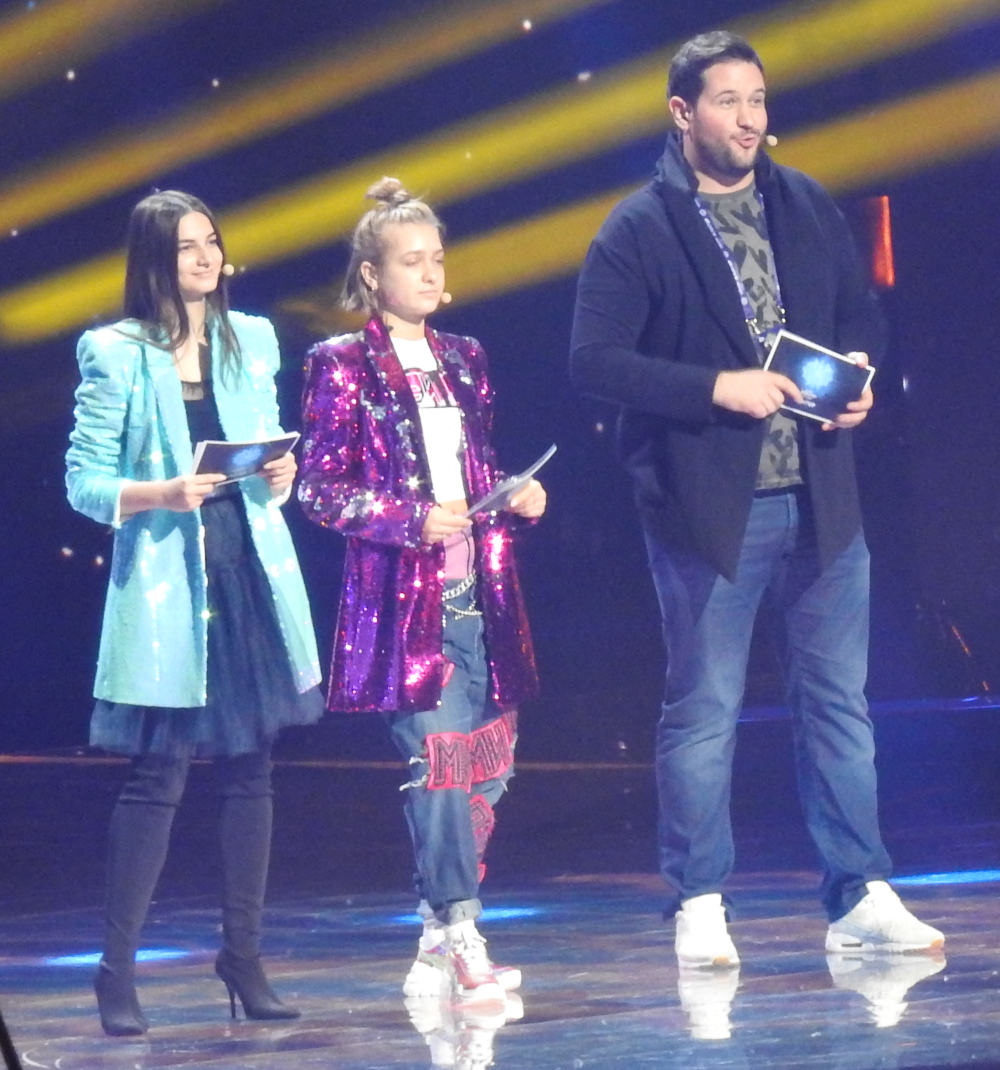
Helena Meraai, Zinaïda Kouprianovitch et Eugene Perlin, lors des répétitions.

Le 26 octobre 2018, Eugene Perlin et Zinaïda Kouprianovitch sont annoncées comme présentateurs du concours avec Helena Meraai dans la green room.
Helena Meraai est la quatrième personne de moins de 16 ans à organiser le Concours Eurovision de la chanson junior après Ioana Ivan en 2006, Dmytro Borodine en 2009 et Lizi Japaridze en 2017. Elle est également la deuxième ancienne participante à accueillir une édition du concours: elle a représenté la Biélorussie au concours 2017, où elle s'est classée cinquième avec la chanson « I Am the One ». Eugene Perlin est présentateur de télévision et commentateur Eurovision dans le pays depuis 2013, tandis que Zinaïda Kouprianovitch est une chanteuse et artiste qui a participé aux sélections nationales biélorusses pour les concours de la Eurovision Junior 2015 et 2016.
Les hôtes de la cérémonie d'ouverture se déroulant le 19 novembre sur le tapis rouge du National Exhibition Center BelExpo, sont les présentateurs biélorusses Denis Doudinsky et Anna Kviloria.

## Concours

### Liste des participants
La liste des participants est annoncée le 25 juillet 2018 par l'UER. Dix-neuf pays y figurent, établissant un nouveau record — le précédent étant dix-huit participants en 2004. Parmi ces pays, on note les retours de l'Azerbaïdjan, de la France et d'Israël après des absences respectives de quatre, treize et un an. Deux pays font leurs débuts : le Pays de Galles ainsi que le Kazakhstan.
Il est finalement révélé le 2 août 2018 que l’Ukraine participerait également, portant le nombre de participants à vingt.

### Finale
| Ordre | Pays           | Artiste                  | Chanson                              | Langue               | Place | Points |
| ----- | -------------- | ------------------------ | ------------------------------------ | -------------------- | ----- | ------ |
| 01    | Ukraine        | Darina Krasnovetska      | Say Love                             | Ukrainien, anglais   | 4     | 182    |
| 02    | Portugal       | Rita Laranjeira          | Gosto de Tudo (Já Não Gosto de Nada) | Portugais            | 18    | 42     |
| 03    | Kazakhstan     | Daneliya Tuleshova       | Özıñe sen                            | Kazakh, anglais      | 6     | 171    |
| 04    | Albanie        | Efi Gjika                | Barbie                               | Albanais, anglais    | 17    | 44     |
| 05    | Russie T       | Anna Filipchuk           | Unbreakable                          | Russe, anglais       | 10    | 122    |
| 06    | Pays-Bas       | Max & Anne               | Samen                                | Néerlandais, anglais | 13    | 91     |
| 07    | Azerbaïdjan    | Fidan Huseynova          | I wanna be like you                  | Azéri, anglais       | 16    | 47     |
| 08    | Biélorussie H  | Daniel Yastremski        | Time                                 | Russe, anglais       | 11    | 114    |
| 09    | Irlande        | Taylor Hynes             | IOU                                  | Irlandais            | 15    | 48     |
| 10    | Serbie         | Bojana Radovanović       | Svet                                 | Serbe                | 19    | 30     |
| 11    | Italie         | Melissa Di Pasca & Marco | What Is Love                         | Italien, anglais     | 7     | 151    |
| 12    | Australie      | Jael                     | Champion                             | Anglais              | 3     | 201    |
| 13    | Géorgie        | Tamar Edilashvili        | Your Voice                           | Géorgien, anglais    | 8     | 144    |
| 14    | Israël         | Noam Dadon               | Children Like These                  | Hébreu               | 14    | 81     |
| 15    | France         | Angelina Nava            | Jamais sans toi                      | Français, anglais    | 2     | 203    |
| 16    | Macédoine      | Marija Spasovska         | Doma                                 | Macédonien           | 12    | 99     |
| 17    | Arménie        | L.E.V.O.N                | L.E.V.O.N                            | Arménien             | 9     | 125    |
| 18    | Pays de Galles | Manw                     | Perta                                | Gallois              | 20    | 29     |
| 19    | Malte          | Ela                      | Marchin' On                          | Anglais              | 5     | 181    |
| 20    | Pologne        | Roksana Węgiel           | Anyone I Want to Be                  | Polonais, anglais    | 1     | 215    |

### Tableau des votes

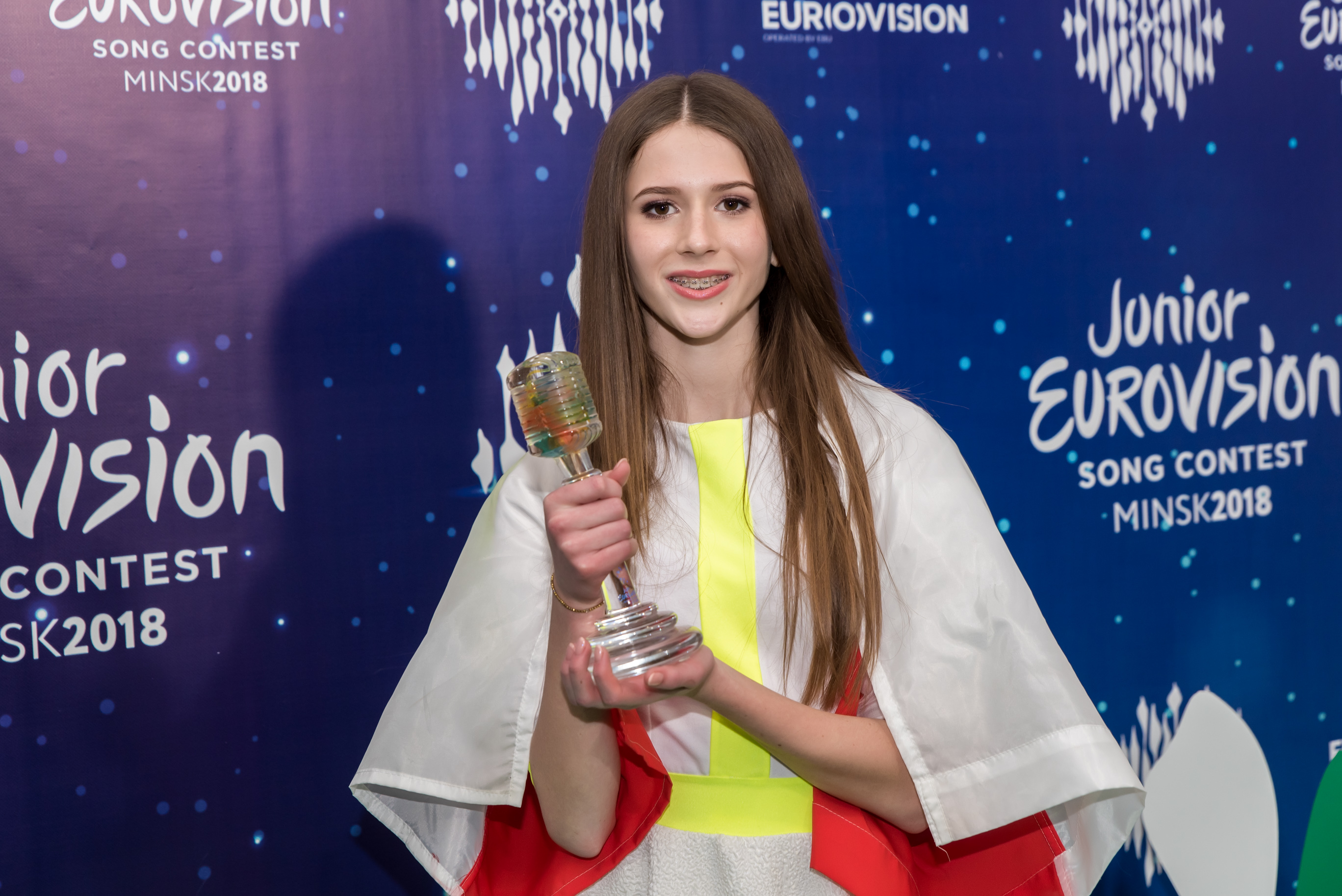
Roksana Węgiel, gagnante de la 16e édition du concours avec son trophée à Minsk.

|                | Jurys  | Jurys | Vote internet | Vote internet | Total  | Total |
| Place          | Points | Place | Points        | Place         | Points |       |
| -------------- | ------ | ----- | ------------- | ------------- | ------ | ----- |
| Ukraine        | 4e     | 104   | 4e            | 78            | 4e     | 182   |
| Portugal       | 19e    | 0     | 13e           | 42            | 18e    | 42    |
| Kazakhstan     | 8e     | 68    | 3e            | 103           | 6e     | 171   |
| Albanie        | 17e    | 10    | 17e           | 34            | 17e    | 44    |
| Russie         | 11e    | 60    | 7e            | 62            | 10e    | 122   |
| Pays-Bas       | 14e    | 23    | 6e            | 68            | 13e    | 91    |
| Azerbaïdjan    | 15e    | 17    | 18e           | 30            | 16e    | 47    |
| Biélorussie    | 10e    | 61    | 10e           | 53            | 11e    | 114   |
| Irlande        | 16e    | 12    | 15e           | 36            | 15e    | 48    |
| Serbie         | 18e    | 2     | 20e           | 28            | 19e    | 30    |
| Italie         | 5e     | 94    | 8e            | 57            | 7e     | 151   |
| Australie      | 1er    | 148   | 9e            | 53            | 3e     | 201   |
| Géorgie        | 3e     | 105   | 14e           | 39            | 8e     | 144   |
| Israël         | 13e    | 34    | 11e           | 47            | 14e    | 81    |
| France         | 6e     | 86    | 2e            | 117           | 2e     | 203   |
| Macédoine      | 9e     | 64    | 16e           | 35            | 12e    | 99    |
| Arménie        | 12e    | 55    | 5e            | 70            | 9e     | 125   |
| Pays de Galles | 19e    | 0     | 19e           | 29            | 20e    | 29    |
| Malte          | 2e     | 138   | 12e           | 43            | 5e     | 181   |
| Pologne        | 7e     | 79    | 1er           | 136           | 1er    | 215   |

### Allocation des «douze points» des jurys
Les tableaux ci-dessous résument l'attribution des 12 points lors de l'évènement par les jurys de chaque pays.
| Nombre | Récipiendaire | Votant(s)                                                        |
| ------ | ------------- | ---------------------------------------------------------------- |
| 6      | Australie     | Biélorussie, Italie, Pays-Bas, Pays de Galles, Portugal, Ukraine |
| 3      | Géorgie       | Irlande, Israël, Russie                                          |
| 2      | France        | Albanie, Malte                                                   |
| 2      | Macédoine     | Kazakhstan, Serbie                                               |
| 2      | Malte         | Australie, Géorgie                                               |
| 1      | Biélorussie   | Arménie                                                          |
| 1      | Italie        | Macédoine                                                        |
| 1      | Pologne       | France                                                           |
| 1      | Russie        | Azerbaïdjan                                                      |
| 1      | Ukraine       | Pologne                                                          |

## Retransmission du Concours
| Pays           | Chaîne    | Commentateurs                                   | Portes-parole                    |
| -------------- | --------- | ----------------------------------------------- | -------------------------------- |
| Albanie        | RTSH      | Andri Xhahu                                     | Daniil Lazuko                    |
| Arménie        | Arménie 1 | Mika, Dalita                                    | Vardan Margaryan                 |
| Australie      | ABC       | Grace Koh, Pip Rasmussen et Lawrence Gunatilaka | Ksenia Galetskaya                |
| Azerbaïdjan    | İctimai   | Shafiga Efendiyeva                              | Valeh Huseynbeyli                |
| Biélorussie    | BTRC      | inconnu                                         | Arina Rovba                      |
| France         | France 2  | Stéphane Bern et Madame Monsieur                | Daniil Rotenko et Lubava Marchuk |
| Géorgie        | GPB       | Helen Kalandadze et George Abashidze (Iriao)    | Nikoloz Vasadze                  |
| Irlande        | TG4       | Mícheál Ó Ciaraidh et Sinéad Ní Uallacháin      | Alex Hynes                       |
| Israël         | KAN       | Dudu Erez and Alma Zohar                        | Adi                              |
| Italie         | Rai       | Federica Carta et Mario Acampa                  | Yan Musvidas                     |
| Kazakhstan     | Khabar    | inconnu                                         | Aruzhan Hafiz                    |
| Macédoine      | MRT       | Eli Tanaskovska                                 | Arina Pekhtereva                 |
| Malte          | PBS Malte | sans commentateur                               | Milana Borodko                   |
| Pays-Bas       | AVROTROS  | Jan Smit                                        | Vincent Miranovich               |
| Pays de Galles | S4C       | Trystan Ellis-Morris                            | Gwen                             |
| Pologne        | TVP       | Artur Orzech                                    | Grace                            |
| Portugal       | RTP       | Nuno Galopim                                    | Nadezhda Sidorova                |
| Russie         | Rossiya 1 | Anton Zorkin                                    | Khryusha                         |
| Serbie         | RTS       | Tamara Petković                                 | Lana Karić                       |
| Ukraine        | UA:PBC    | Timur Miroshnychenko                            | Anastasiya Baginska              |

## Pays non-participants
Les pays suivants ont confirmé qu'ils ne participeraient pas à l'édition 2018 :
- Allemagne : le 22 mai 2018, le diffuseur allemand NDR a annoncé que le pays ne débutera pas au Concours en 2018[11] ;
- Bosnie-Herzégovine : le diffuseur bosniaque BHRT a annoncé le 25 mai 2018 qu'en raisons de ses dettes trop importantes — s'élevant à plus de 3 M€ —, l'UER lui a retiré l'accès à ses services. En conséquence, le pays ne pourra pas débuter au Concours junior en 2018[12] ;
- Bulgarie : le 19 mai 2018, le diffuseur bulgare BNT a annoncé qu'il ne prévoyait pas de revenir au Concours en 2018[13]. Le pays a participé pour la dernière fois en 2016 ;
- Chypre : le 11 juin 2018, le diffuseur chypriote CyBC a annoncé qu'il se retirait du Concours en 2018[14]. Le pays a participé pour la dernière fois en 2017 ;
- Danemark : le 17 février 2018, il a été rapporté que l'UER avait encouragé le diffuseur danois DR à revenir au Concours. Cependant, Jan Lagermand Lundme, directeur des divertissements du diffuseur a répliqué que les valeurs du Concours ne correspondent pas aux valeurs d'un programme pour enfant diffusé au Danemark et que le pays ne reviendra donc pas au Concours[15]. Le pays a participé pour la dernière fois en 2005 ;
- Finlande : le 25 mai 2018, le diffuseur finlandais Yle a annoncé que le pays ne débutera pas au Concours en 2018[16] ;
- Hongrie : le 22 juillet 2018, le diffuseur hongrois MTV a annoncé que le pays ne débuterait pas au Concours en 2018[17] ;
- Lettonie : le 23 juillet 2018, le diffuseur letton LTV a annoncé qu'il ne participerait pas au Concours en 2018[18]. Le pays a participé pour la dernière fois en 2011 ;
- Lituanie : le 3 mars 2018, le diffuseur lituanien LRT a annoncé que la Lituanie ne reviendra pas au Concours en 2018. Audrius Giržadas, chef de la délégation lituanienne pour l'Eurovision a déclaré que « ce Concours est devenu un clone du Concours pour adultes et n'a plus rien à voir avec l'enfance »[19]. Le pays a participé pour la dernière fois en 2011 ;
- Norvège : le 1er juin 2018, le diffuseur norvégien NRK a indiqué qu'il ne reviendra pas au Concours en 2018[20]. Le pays a participé pour la dernière fois en 2005 ;
- Roumanie : le 29 mai 2018, le diffuseur roumain TVR a indiqué qu’il ne reviendrait pas au Concours[21]. Le pays a participé pour la dernière fois en 2009 ;
- Saint-Marin : le diffuseur saint-marinais SMRTV a confirmé le 22 juillet 2018 qu'il ne participerait pas au Concours 2018[22]. Le pays a participé pour la dernière fois en 2015 ;
- Slovénie : le 23 mai 2018, le diffuseur slovène RTVSLO a indiqué qu'il ne reviendra pas au Concours en 2018[23]. Le pays a participé pour la dernière fois en 2015 ;
- Suède : le 21 mai 2018, le diffuseur suédois SVT a indiqué qu'il ne reviendra pas au Concours en 2018[24]. Le pays a participé pour la dernière fois en 2014 ;
- Suisse : le 28 mai 2018, le diffuseur suisse italophone RSI a indiqué qu'il ne reviendra pas au Concours en 2018[25]. Le pays a participé pour la dernière fois en 2004.

Sept autres pays ne participant pas n'ont pas fait d'annonce officielle. Seule la liste des participants indiquait qu'ils ne participeraient pas. Il s'agit de : la Belgique, la Croatie, l'Espagne, la Grèce, la Moldavie, le Monténégro et le Royaume-Uni.